# Кендас Овенс
Кендас Амбер Овенс Фармер (енгл. Candace Amber Owens Farmer; Вајт Плејнс, 29. април 1989) америчка је конзервативна политичка коментаторка, ауторка, активисткиња и телевизијска водитељка. Истакла се због својих конзервативних ставова и отвореног коментара о разним друштвеним и политичким питањима. Позната је по критикама усмереним ка покрету Black Lives Matter и Демократској странци.

## Биографија
Рођена је у Вајт Плејнсу, али је одрасла у Стамфорду код бабе и деде након што су јој се родитељи развели. Треће је од четворо деце. Изјавила је да јој је деда по оцу Афроамериканац из Северне Каролине. Преко бабе има карипског порекла, која долази са Сент Томаса.
Године 2007, када је имала 17 година, примила је три поруке говорне поште са расистичким претњама смрћу, у трајању од два минута, од групе белаца из разреда. Њена породица је тужила Стамфордски одбор за образовање на Савезном суду, наводећи да град није заштитио њена права, што је резултирало нагодбом од 37.500 долара у јануару 2008.
Годину дана је студирала новинарство, али је напустила факултет због проблема са студентским зајмом. Након тога је радила као приправница за часопис Vogue у Њујорку. Године 2012. запослила се као административна помоћница у приватној инвестицијској фирми на Менхетну, а касније је постала потпредседник администрације.
Године 2018. упознала је Џорџа Фармера на ручку који је организовала студентска организација. Развили су везу кроз своје заједничке конзервативне вредности и на крају су почели да се забављају пре него што ју је Џорџ запросио неколико седмица након њиховог првог састанка. Верили су се 2019. године, а потом венчали у августу у винарији Трамп у Шарлотсвилу.

## Политичка становишта
Изјавила је да није била заинтересована за политику пре 2015. године, као и да се раније била наклоњена либерализму. У октобру 2018. рекла је да никада није гласала и да је тек недавно постала регистрована републиканка. У јануару 2019. изјавила је: „Левица мрзи Америку, а Трамп је воли.” Додала је да левица „све уништава кроз културну марксистичку идеологију.”
Позната је по својој критици покрета Black Lives Matter, а демонстранте је описала као „гомилу кукавих малишана, који се претварају да су потлачени због пажње”. Тврди да Афроамериканци имају менталитет жртве, често називајући Демократску странку „плантажом”, наводећи 2020. године: „Животи црнаца су важни само за беле либерале сваке четири године — уочи избора.” Тврди да полицијска бруталност у САД и случајеви убијања црнаца од стране полиције не потичу из расизма, већ се обично дешавају када полицајац осети да му је живот угрожен, додајући да је осамнаест и по пута већа вероватноћа да ће полицајац умрети од руке црнца него обрнуто.
У јулу 2017. изјавила да се залаже за забрану трансродним особама које су подвргнуте операцији промене пола да служе у Оружаним снагама САД, додавши да то не важи за особе које су у потпуности завршиле с операцијом промене пола. У априлу 2022. године назвала је The Walt Disney Company „злостављачима деце и педофилима”, те позвала на бојкот овог предузећа након што је Дизни објавио да се противи предлогу закона против ЛГБТ+ пропаганде.
Заговорница је граничног зида између САД и Мексика, а верује да имигранти без докумената у САД треба да буду одмах депортовани. Године 2018. упозорила је да ће „Европа пасти и постати континент са муслиманском већином до 2050. Никада није постојала земља са муслиманском већином у којој се шеријат није спроводио”. Сугерисала је да ће САД тада бити „принуђене да спасу” Британце.

## Дела
- Owens, Candace (2020). Blackout: How Black America Can Make Its Second Escape from the Democrat Plantation. New York: Threshold Editions. ISBN 978-1-9821-3327-6.[34]

## Филмографија
- (документарац, 2022)[35]